# トネンゴ
トネンゴ（伊: Tonengo）は、イタリア共和国ピエモンテ州アスティ県に存在した、人口約200人の基礎自治体（コムーネ）。
2023年1月1日にモランセンゴと合併し、モランセンゴ＝トネンゴの一部となった。

## 地理

### 位置・広がり

#### 隣接コムーネ
コムーネとしてのトネンゴが隣接していたコムーネは以下の通り。括弧内のTOはトリノ県所属を示す。
- アラメンゴ
- カザルボルゴーネ (TO)
- カヴァニョーロ (TO)
- コッコナート
- ラウリアーノ (TO)
- モランセンゴ

#### 地震分類
イタリアの地震リスク階級 (it) では、4 に分類される
。

## 行政

### 分離集落
コムーネとしてのトネンゴには、以下の分離集落（フラツィオーネ）があった。
- Cerrabello, Fegine, Ottini, Pareglio